# Коломбарон-Сан Роко (Верона)
Коломбарон-Сан Роко је насеље у Италији у округу Верона, региону Венето.
Према процени из 2011. у насељу је живело 216 становника. Насеље се налази на надморској висини од 17 м.